# Zhítkovichi
Zhítkovichi o Zhýtkavichy (bielorruso: Жы́ткавічы; ruso: Жи́тковичи; polaco: Żydkowicze) es una ciudad subdistrital de Bielorrusia, capital del distrito homónimo en la provincia de Gómel.
En 2022, la ciudad tenía una población de 15 953 habitantes.
Se conoce la existencia de Zhítkovichi en documentos desde el año 1500, cuando era una finca con aldeas en el Gran Ducado de Lituania. En la partición de 1793 pasó a formar parte del Imperio ruso, que incluyó el área en la gobernación de Minsk. La actual Zhítkovichi se formó en 1886, uniendo dos aldeas cercanas llamadas "Zarecha" y "Biarezha" como un poblado ferroviario de la red de ferrocarriles de Polesia, en torno al cual se formó una industria basada principalmente en el procesamiento de madera y en los productos agrícolas. La RSS de Bielorrusia le dio el estatus de capital distrital en 1924, el de asentamiento de tipo urbano en 1938 y el de ciudad subdistrital en 1971. Su economía sigue actualmente basándose en la industria alimentaria y maderera.
Se ubica junto a la carretera M10, a medio camino entre Mazyr y Pinsk.